# Vall de l'Elba a Dresden
La vall de l'Elba a Dresden és un paisatge cultural que va ser creat entre els segles xviii i xix a l'entorn de la ciutat de Dresden, a l'estat federal de Saxònia (Alemanya).
S'estén per uns 20 km, des del palau d'Übigau, al nord-est, fins a la residència de Pillnitz i l'illa de l'Elba, al sud-est. Es localitza al centre de la línia de l'horitzó de la ciutat antiga de Dresden i abasta una àrea protegida de 1.930 ha i una àrea de respecte de 1.240 ha.
Va ser declarat Patrimoni de la Humanitat per la UNESCO l'any 2004 i inscrit l'any 2006 a la llista del Patrimoni de la Humanitat en perill, a causa del projecte de construcció del pont del Waldschlößchen, aprovat per referèndum el 2005. Quan la ciutat de Dresden va saber que aquesta infraestructura posava en perill la declaració de Patrimoni de la Humanitat, el 20 de juliol del 2006 va decidir desdir-se dels contractes signats, però en diverses decisions judicials fou obligada a tirar endavant el projecte i començar la construcció del pont al final del 2007.
El juliol del 2008, el Comitè del Patrimoni de la Humanitat de la UNESCO va decidir mantenir la vall de l'Elba dins la llista, amb l'esperança que la construcció del pont de quatre carrils que havia de travessar la vall s'aturés i es pogués restaurar la integritat del paisatge. Però, com que no se n'ha paralitzat la construcció i el dany ja és irreversible, a la reunió de Sevilla del juny del 2009, es va decidir retirar-lo de la llista definitivament.